# Aloys Theytaz
Aloys Theytaz, né à Vissoie dans le Val d'Anniviers le 17 juillet 1909 et mort à Sierre le 3 novembre 1968, est un écrivain, journaliste et personnalité politique suisse.

## Biographie
Il suit le collège classique puis des études de droit à Fribourg et à Vienne. Attiré par le journalisme, il collabore régulièrement au quotidien La Liberté. C'est à Vissoie qu'il installe sa première étude d'avocat et de notaire. 
En 1938, il épouse Alodie Pont de Saint-Luc (Valais). Cinq enfants (trois garçons et deux filles) naîtront de cette union. Il transfère, en 1939, ses bureaux à Sierre. Dans l'exercice de sa profession, il est l'avocat des plus faibles et le notaire des petites gens : « Aloys Theytaz aimait les humbles, les effacés, les modestes. On le harcelait partout, en promenade, dans la rue, à la pinte, à domicile. Une lettre à rédiger, un avis de droit, des conseils de procédure, un discours à préparer..., » témoigne un de ses contemporains et confrères[réf. nécessaire].
Aloys Theytaz est élu député au Grand Conseil valaisan en 1945. Il assume en parallèle le secrétariat de la Haute Assemblée, où il siégera durant 20 ans. En 1955, le Conseil d'État le nomme préfet du district de Sierre. Il se penche sur les problèmes locaux, en se préoccupant des questions des vignerons, des paysans, des agriculteurs, des ouvriers et des artisans. 
En plus de sa carrière politique, il est actif dans différents domaines culturels. Il compte parmi les cofondateurs de la Chanson du Rhône, des Zachéos, de l'Ordre de la Channe, de la Fédération valaisanne des costumes. Il contribue en outre à la sauvegarde de l'unique Relais du Château de Villa.
Durant 40 ans, il collabore de manière régulière ou sporadique au Journal de Sierre, au Rhône, au Nouvelliste, à la Feuille d'Avis du Valais, à l'Almanach du Valais, à la revue Treize Étoiles, au Courrier de Genève, à la Liberté de Fribourg, à la Gazette de Lausanne, à l'Illustré. Il est rédacteur en chef de la Patrie Valaisanne.
Les sujets de ses éditoriaux retracent surtout le développement et la défense des activités paysannes, agricoles, touristiques et industrielles du Canton du Valais.
Dès ses années de collège, Aloys Theytaz savait et, surtout, voulait écrire[réf. nécessaire]. Dans le genre dramatique, il compose et met en scène l'Ombre sur la Fête et le Président de Viouc, joués en création par la troupe des Compagnons des Arts de Sierre, ainsi que le Coup de Rèze, l'Auberge de la Grappe, la Veillée au Village et le Pardon. Il est également scénariste, en particulier de documentaires réalisés par Roland Muller. Créateur de jeux scéniques, il compose plusieurs livrets et plus de deux cents poèmes mis en musique par Jean Daetwyler.
La Radio suisse romande met en ondes la plupart de ses spectacles et les diffuse avec succès.
Il meurt à Sierre, le 3 novembre 1968, laissant un oratorio inachevé, destiné à l'abbé Pierre Kaelin, successeur de l'abbé Bovet.

## Publications (choisies)
- Horizons blancs, Lausanne, Bibliothèque des arts, 1957Coécrit avec Oscar Darbellay (OCLC 30554521)
- Le president de Viouc, Sierre, Association de Amis d'Aloys Theytaz, 1988 (OCLC 145033418)
- L'ombre sur la fête : Pièce inédite en 4 actes, Genève, Éditions Meyer & Cie., 1950 (OCLC 80543648)
- Ceux qui vont par les chemins (prions pour ceux qui vont ...), Saint-Maurice, Éditions Labatiaz, cop, 1998pour soliste et chœur mixte, musique de Jean Daetwyler (OCLC 78963762)
- Chanson des vendanges chœur mixte, Saint-Maurice, Éditions Labatiaz, cop, 1996Musique de Jean Daetwyler (OCLC 83544861)
- Le pays du soleil, Saint-Maurice, Éditions Labatiaz, cop, 2001Musique de Jean Daetwyler (OCLC 81236124)